# كارل مولر (مجدف)
كارل مولر (بالدنماركية: Carl Møller)‏ هو مجدف دنماركي، ولد في 24 أغسطس 1887 في آرهوس في الدنمارك، وتوفي في 27 أغسطس 1948 في Stratford, Connecticut ‏ في الولايات المتحدة.

## وصلات خارجية
- كارل مولر على موقع الاتحاد الدولي للتجديف (الإنجليزية)
- كارل مولر على موقع اللجنة الأولمبية الدولية (الإنجليزية)
- كارل مولر على موقع أوليمبيديا (الإنجليزية)